# Edward Inge
Edward Inge (7 mei 1906 - 8 oktober 1988) was een Amerikaanse rietblazer en arrangeur.
Inge groeide op in Kansas en leerde klarinet spelen toen hij twaalf was. Hij speelde in de band van George Reynolds en werkte daarna met Dewey Jackson, het orkest van Art Simms en Oscar Young. Vanaf 1930 speelde hij in McKinney's Cotton Pickers en in 1931 kwam hij bij de band van Don Redman waar hij tot 1939 actief was. Daarna verving hij Don Byas in de band van Andy Kirk, waar hij tot 1943 speelde. Hij had een band in Cleveland en arrangeerde in de loop der jaren voor talloze musici: zo schreef hij charts voor bijvoorbeeld Louis Armstrong, Don Redman en Jimmie Lunceford. In de jaren vijftig en zestig leidde hij bands in Buffalo. Hij was ook lid van de groep van Cecil Johnson en C.Q. Price.
Inge maakte opnames met onder meer de Mills Brothers, de Boswell Sisters en Cab Calloway.